# Perthi Duon
Das zusammengefallene Portal Tomb von Perthi Duon (auch Perthiduon) in Brynsiencyn, im Südosten von Anglesey, unweit von Caernarfon in Wales ist eine weniger bekannte Megalithanlage aus der Jungsteinzeit. Bei dieser in Irland häufiger verbreiteten Anlagenart, die etwa 3.500 v. Chr. errichtet wurde, handelt es sich um einen Typ, der ursprünglich als Spätform erachtet wurde und in Wales auch als Quoit bezeichnet wird. 
Die 1723 von Henry Rowlands (1655–1723) beschriebene und zwischen 2012 und 2014 von George Nash und Carol James in einem privaten Garten ausgegrabene Anlage ist bis auf einen gewaltigen Deckstein und zwei Tragsteine zerstört. Spuren eines nierenförmigen Hügels um die Kammer und eine der seltenen Randsteineinfassungen, um die Form des Denkmals zu begrenzen, wurden erkannt.
Zu den Funden gehört ein Stück aus Kupfer. Kupferobjekte aus der britischen Jungsteinzeit (etwa 4000 – 2000 v. Chr.) aber auch aus der frühen Bronzezeit (etwa 2500 – 1800 v. Chr.) sind selten. Tonscherben wurden ebenfalls gefunden.